# Larne Football Club
El Larne Football Club és un club de futbol nord-irlandès de la ciutat de Larne.
El club va ser fundat l'any 1889.

## Palmarès
- Lliga nord irlandesa de futbol: 2 
  - 2022/23, 2023/24
- Ulster Cup: 2
  - 1951/52, 1987/88
- Steel & Sons Cup: 11
  - 1909/10, 1941/42, 1942/43, 1956/57, 1958/59, 1959/60, 1964/65, 1968/69, 1969/70, 1970/71, 1971/72
- George Wilson Cup: 4
  - 1958/59, 1959/60, 1968/69, 1970/71
- Louis Moore Cup: 2
  - 1956/57 (compartida amb Banbridge Town), 1958/59
- Intermediate Cup: 3
  - 1942/43, 1958/59, 1969/70
- Irish Junior Cup: 1
  - 1900/01

## Jugadors destacats
- Tomasz Grzegorczyk
- Mal Donaghy
- Jim Hagan
- Colin O'Neill
- Brian Quinn